# Švédsko na Letních olympijských hrách 1932
Švédsko na Letních olympijských hrách 1932 v kalifornském Los Angeles reprezentovalo 81 sportovců, z toho 78 mužů a 3 ženy. Nejmladším účastníkem byl Ingeborg Sjöqvist (20 let, 116 dní), nejstarší pak Gustaf Andersson (46 let, 253 dní). Reprezentanti vybojovali 23 medaile z toho 9 zlatých, 5 stříbrných a 9 bronzových.

## Medailisté
| Medaile | Jméno                                                        | Sport             | Disciplína                                     |
| ------- | ------------------------------------------------------------ | ----------------- | ---------------------------------------------- |
| Zlato   | Bertil Rönnmark                                              | Sportovní střelba | Muži 50 metrů libovolná malorážka 60 ran vleže |
| Zlato   | Gabriel Oxenstierna                                          | Moderní pětiboj   | Muži jednotlivci                               |
| Zlato   | Erik Malmberg                                                | Zápas             | řecko-římský do 66 kg                          |
| Zlato   | Ivar Johansson                                               | Zápas             | řecko-římský do 72 kg                          |
| Zlato   | Rudolf Svensson                                              | Zápas             | řecko-římský do 87 kg                          |
| Zlato   | Carl Westergren                                              | Zápas             | řecko-římský nad 87 kg                         |
| Zlato   | Ivar Johansson                                               | Zápas             | volný styl do 79 kg                            |
| Zlato   | Johan Richthoff                                              | Zápas             | volný styl nad 97 kg                           |
| Zlato   | Tore Holm Martin Hindorff Olle Åkerlund Åke Bergqvist        | Jachting          | Muži třída 6 m class                           |
| Stříbro | Erik Svensson                                                | Atletika          | Muži trojskok                                  |
| Stříbro | Thure Ahlqvist                                               | Box               | Muži lehká váha 61,2 kg                        |
| Stříbro | Bo Lindman                                                   | Moderní pětiboj   | Muži jednotlivci                               |
| Stříbro | Thure Sjöstedt                                               | Zápas             | volný styl do 87 kg                            |
| Stříbro | Bertil Sandström Thomas Byström Gustaf Adolf Boltenstern Jr. | Jezdectví         | Družstvo mužů drezura                          |
| Bronz   | Allan Carlsson                                               | Box               | Muži pérová váha 57,2 kg                       |
| Bronz   | Axel Cadier                                                  | Zápas             | řecko-římský do 79 kg                          |
| Bronz   | Einar Karlsson                                               | Zápas             | volný styl do 61 kg                            |
| Bronz   | Gustaf Klarén                                                | Zápas             | volný styl do 66 kg                            |
| Bronz   | Gunnar Asther Daniel Sundén-Cullberg                         | Jachting          | Muži třída Star class                          |
| Bronz   | Clarence von Rosen Jr.                                       | Jezdectví         | Muži skoky jednotlivci                         |
| Bronz   | Clarence von Rosen Jr.                                       | Jezdectví         | Muži všestrannost jednotlivci                  |
| Bronz   | Bernhard Britz                                               | Cyklistika        | Muži silniční závod jednotlivců                |
| Bronz   | Arne Berg Bernhard Britz Sven Höglund                        | Cyklistika        | Družstvo mužů - hromadný start                 |